# بحر هلماهرا

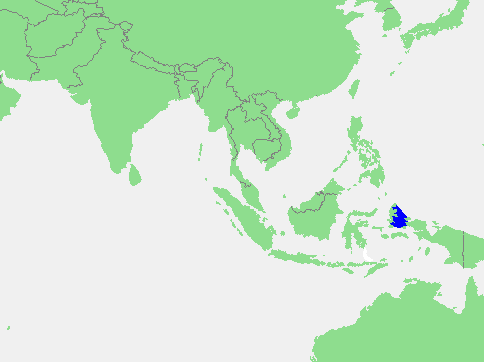
تموضع بحر هلماهرا في جنوب شرق آسيا

بحر هلماهرا هو بحر يقع في الوسط الشرقي وهو جزء من بحر أستراليا الأبيض المتوسط، يقع ما بين 1 درجة جنوبا و129 درجة شرقا ويحده المحيط الهادي من جهة الشمال وهلما هيرا من جهة الغرب، وجزيرة ويجو وبابوا من الشرق أم من الجنوب فبحر سيرام. تبلغ مساحته 95 ألف كم².
.